# I segreti di Osage County
I segreti di Osage County (August: Osage County) è un film del 2013 diretto da John Wells.
Tragicommedia statunitense sceneggiata da Tracy Letts, basata sull'omonima opera teatrale vincitrice del Premio Pulitzer nel 2007. È stata prodotta da George Clooney, Grant Heslov, Jean Doumanian e Steve Traxler.
Il film è interpretato da un cast corale composto da Meryl Streep, Julia Roberts, Ewan McGregor, Chris Cooper, Abigail Breslin, Benedict Cumberbatch, Juliette Lewis, Margo Martindale, Dermot Mulroney, Julianne Nicholson e Misty Upham nei panni dei componenti di una famiglia disfunzionale che si riunisce nella casa familiare quando il loro patriarca (Sam Shepard) scompare improvvisamente.
I segreti di Osage County è stato presentato in anteprima al Toronto International Film Festival il 9 settembre 2013 ed è uscito in Nord America il 27 dicembre 2013. Di modesto successo commerciale, il film ha ricevuto recensioni contrastanti da parte della critica. Sebbene abbia avuto buon riscontro il cast, la sceneggiatura è stata elogiata da alcuni e vista da altri come troppo oscura o sboccata e coscientemente offensiva. Per le loro interpretazioni nel film, la Streep e la Roberts hanno ricevuto nomination agli Oscar rispettivamente come migliore attrice e migliore attrice non protagonista.

## Trama
Violet Weston è un'anziana donna che vive nella contea di Osage, Oklahoma, con il marito Beverly. Dura e corrosiva, la donna è malata di un tumore alla bocca: ciononostante il marito le è rimasto accanto. Un giorno, tuttavia, Beverly scompare misteriosamente, così la figlia Ivy convoca i familiari per riuscire a capire dove suo padre possa essere finito.  Barbara, anch'ella figlia di Violet e Beverly, si precipita con il suo ex marito Bill Fordham e sua figlia Jean, seppure contro voglia, in Oklahoma, luogo della sua infanzia e adolescenza trascorse insieme alle sue sorelle e ai genitori. Oltre a sua madre, Barbara rivede i suoi zii: Mattie Fae Aiken, sorella di Violet, e Charles Aiken.
Tutti i presenti cominciano a farsi domande riguardo a dove potrebbe nascondersi Beverly, facendo tornare alla mente però i vecchi ricordi, i segreti e i fatti spiacevoli che punteggiano la vita della famiglia, come ad esempio la fine del matrimonio tra Barbara e Bill che lei ha cercato di tenere nascosta, non meno di Bill, il quale ha una relazione con una giovane donna. Improvvisamente si viene a sapere che Beverly è morto inspiegabilmente mentre si trovava in barca. Durante il funerale si mostra anche Karen, ultima delle sorelle Weston, insieme al suo nuovo compagno Steve Heidebrecht. Questi subito prova ad entrare in confidenza con Jean scoprendo che fa uso di sostanze illegali come la marijuana.
Dopo la cerimonia funebre e il successivo arrivo del timido e insicuro "Little" Charles, figlio di Mattie Fae e Charles, la famiglia si riunisce per il pranzo, durante il quale Violet, in preda all'effetto delle pillole assunte per la sua patologia, di cui abusa, comincia ad attaccare verbalmente tutti, a tal punto che Barbara arriva ad aggredirla per sottrarle i medicinali. Insieme alle due sorelle, cerca poi di trovare una cura medica adatta e discutono quindi su chi debba rimanere in Oklahoma per badare alla madre, sebbene sia Karen che Ivy sia lei stessa sembrino restie.
Le cose però si complicano nuovamente: Mattie Fae è diffidente e caustica nei confronti del suo stesso figlio, che continua a deridere perché lo ritiene un perdente. Quando viene a sapere da Barbara della relazione del giovane con Ivy, nonostante il loro legame di parentela, le rivela che quest'ultimo è molto più stretto di quanto tutti sappiano: "Little" Charles, infatti, è in realtà figlio di Beverly e non di Charles, il che lo rende quindi il fratellastro di Ivy e non il cugino.
Una notte Steve, che si era reso conto della tossicodipendenza di Jean, le offre delle sostanze stupefacenti così da approfittare del suo stato d'incoscienza e abusare di lei ma il tentativo fallisce perché viene scoperto da Johnna Monevata, la domestica nativa indiana di casa Weston, che lo colpisce con una pala ferendolo lievemente. In seguito a ciò, Karen ha una discussione non con lui ma con Barbara, accusandola di essere insensibile e cinica, e, in lacrime, torna in Florida con l'uomo, consapevole che il suo rapporto con Steve, che in quei giorni ella aveva continuato a magnificare con tutti, non sarebbe stato il suo ultimo errore; la mattina seguente anche Jean abbandona sua madre per partire per il Colorado, con Bill.
Dopo la partenza di "Little" Charles insieme a sua madre e Charles, Ivy, malgrado un maldestro tentativo dell'autoritaria Barbara di tenerla all'oscuro, scopre la verità segreta sul giovane, confessata da Violet che, se da un lato ne era stata consapevole da sempre, continuando ad amare la sorella con cui aveva condiviso una difficile infanzia, dall'altro a sua volta ignorava l'esistenza della relazione. Ivy dunque lascia la casa della madre, decidendo di rimanere con "Little" Charles dacché, a causa di una precedente isterectomia, non ne potrebbe avere figli cui eventualmente trasmettere tare ereditarie. Alla fine, Violet rimane da sola in seguito alla partenza di Barbara per via delle amare rivelazioni sulla morte di Beverly, i cui intenti suicidi la madre aveva dissimulato di conoscere, per tenere nascosto il testamento della famiglia Weston.
Nel finale, Barbara osserva in silenzio i verdi campi della terra nella quale è cresciuta, per poi allontanarsi definitivamente in auto.

## Produzione

### Sviluppo
La regia è di John Wells, mentre George Clooney, Jean Doumanian, Harvey Weinstein, Steve Traxler, Grant Heslov producono il film, che è stato distribuito dalla The Weinstein Company.
Renée Zellweger e Andrea Riseborough sono state prese in considerazione, ma la Riseborough è stata costretta a rinunciare a causa di impegni presi precedentemente, e quindi sostituita da Juliette Lewis.
Chloë Grace Moretz ha fatto un'audizione per il ruolo di Jean Fordham, ma la parte è stata affidata ad Abigail Breslin.

### Riprese
Le riprese sono avvenute a Bartlesville e Pawhuska, in Oklahoma e a Los Angeles, tra il 16 ottobre e l'8 dicembre 2012.

## Distribuzione
Il film è stato distribuito nelle sale cinematografiche statunitensi il 27 dicembre 2013. Nelle sale italiane, invece, è stato distribuito a partire dal 30 gennaio 2014.

## Riconoscimenti
- 2014 - Premio Oscar
  - Candidatura Miglior attrice protagonista a Meryl Streep
  - Candidatura Miglior attrice non protagonista a Julia Roberts
- 2014 - Golden Globe
  - Candidatura Migliore attrice in un film commedia o musicale a Meryl Streep
  - Candidatura Miglior attrice non protagonista a Julia Roberts
- 2014 - Premio BAFTA
  - Candidatura Migliore attrice non protagonista a Julia Roberts
- 2014 - Screen Actors Guild Award
  - Candidatura Migliore attrice cinematografica a Meryl Streep
  - Candidatura Migliore attrice non protagonista cinematografica a Julia Roberts
  - Candidatura Miglior cast
- 2014 - Satellite Award
  - Candidatura Migliore attrice a Meryl Streep
  - Candidatura Migliore attrice non protagonista a Julia Roberts
- 2014 - Critics' Choice Movie Award
  - Candidatura Miglior attrice a Meryl Streep
  - Candidatura Miglior attrice non protagonista a Julia Roberts
  - Candidatura Miglior cast
- 2013 - Phoenix Film Critics Society Award
  - Candidatura Miglior attrice protagonista a Meryl Streep
  - Candidatura Miglior attrice non protagonista a Julia Roberts
  - Candidatura Miglior cast
  - Candidatura Miglior adattamento della sceneggiatura a Tracy Letts.
- 2014 - Hollywood Film Festival
  - Miglior attrice a Meryl Streep
  - Miglior attrice non protagonista a Julia Roberts
  - Miglior cast
- 2014 - Premio AACTA
  - Candidatura a Miglior attrice non protagonista a Julia Roberts
- 2013 - Chicago Film Critics Association
  - Candidatura a Miglior attrice a Meryl Streep